# Big Donnie MacLeod
Donald Archie « Big Donnie » MacLeod (11 décembre 1928 – 3 janvier 2003) est un homme politique canadien. Il a représenté la circonscription du Cap-Breton-Ouest à l'Assemblée législative de la Nouvelle-Écosse de 1981 à 1988. Il a été membre du Parti Progressiste-Conservateur de la Nouvelle-Écosse.

## Biographie
Né en 1928 à Marion Bridge, Nouvelle-Écosse, MacLeod a servi pendant 23 ans en tant que conseiller municipal du Comté de Cap-Breton. MacLeod a d'abord tenté d'entrer en politique provinciale aux élections de 1978 , terminant à la troisième place dans le Cap-Breton-Ouest. MacLeod se présenta à nouveau aux élections générales de 1981, et a vaincu le titulaire David Muise par 390 voix pour remporter le siège. Il a été réélu lors des élections de 1984, en battant le Libéral Russell MacKinnon par 1 110 votes. Il a été vaincu par MacKinnon quand il se présenta pour une réélection en 1988.
MacLeod est décédé le 3 janvier 2003.